# Zikmund z Ditrichštejna

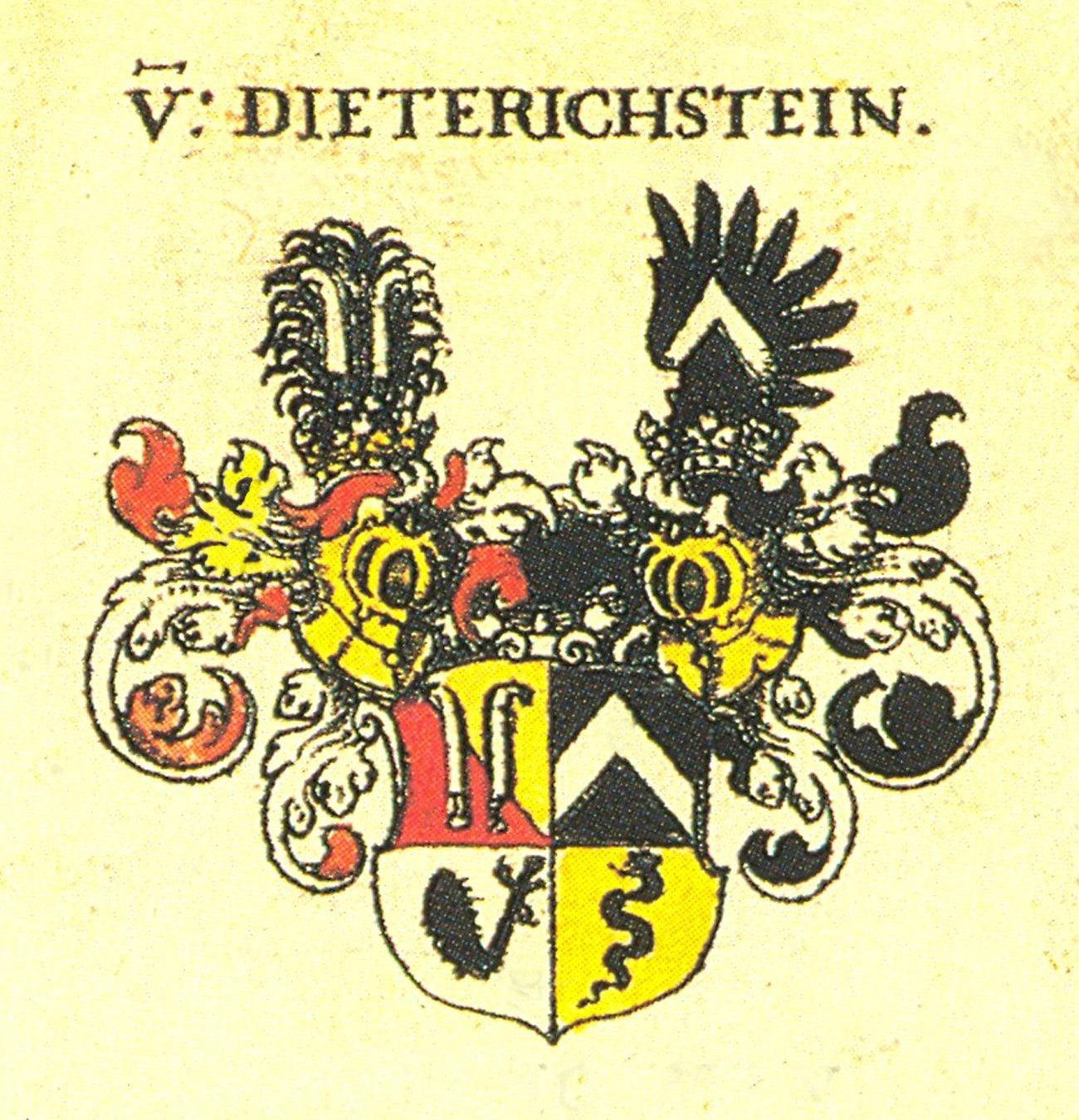
Erb rodu Ditrichštejnů

Zikmund z Ditrichštejna, říšský svobodný pán na Hollenburgu, Finkensteinu a Tallbergu (německy Siegmund von Dietrichstein, 19. března 1484, zámek Hartneidstein v Korutanech – 19. května 1533, Finkenstein) byl rakouský šlechtic z rodu Ditrichštejnů. Byl úspěšným důstojníkem císařské armády a zastával významné zemské úřady, byl císařským radou, dědičným číšníkem v Korutanském vévodství, hejtmanem ve Štýrském vévodství a místodržitelem Vnitřního Rakouska (Štýrsko, Korutany a Kraňsko).
Zikmund byl již od mládí oblíbencem císaře Maxmiliána I., s jehož nemanželskou dcerou Barborou se oženil, a stal se tak císařovým zetěm. Později si také získal důvěru arcivévody Ferdinanda I.

## Život

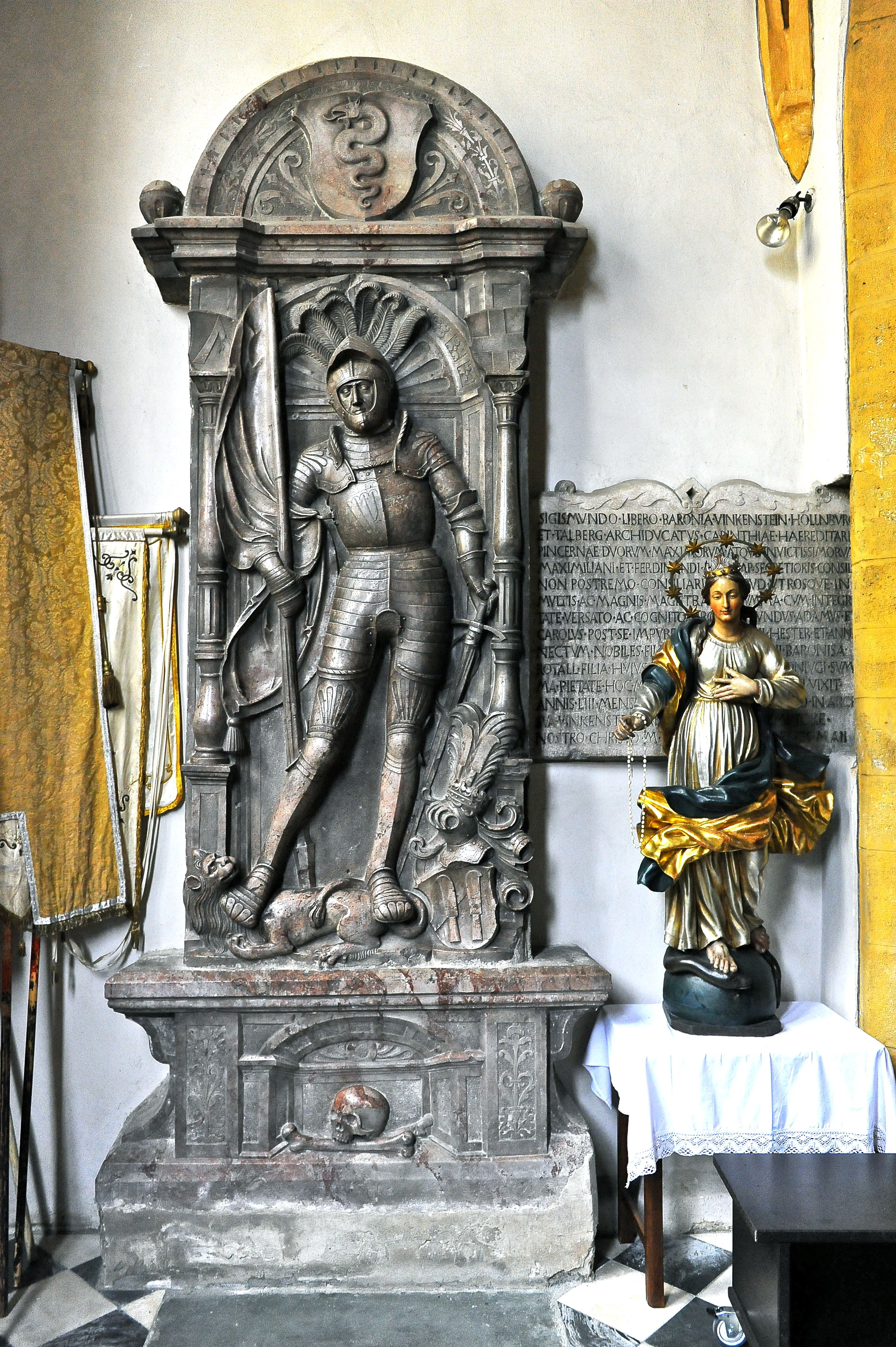
Zikmundova hrobka v kapli městského kostela sv. Jakuba ve Villachu

Narodil se 19. března 1484 na zámku Hartneidstein u Wolfsbergu v Korutanech jako třetí syn Pankráce z Ditrichštejna (1446–1508) a jeho manželky Barbory Gösslové z Thurnu († 1518), dcerou Johanna Gössla, pána z Thurnu (* asi 1414) a Barbory von Obritschau (* asi 1418).
Císař Maxmilián I. si Zikmunda velice oblíbil a vybral ho jako nastávajícího manžela pro svou nemanželskou dceru Barboru a všemožně ho podporoval. V roce 1506 mu daroval dědičný úřad korutanského nejvyššího číšníka, učinil ho císařským „hlavním stříbrným komorníkem“, daroval mu roku 1508 zámek a panství Finkenstein v Korutanech a podobně.
8. července 1514 císař povýšil Zikmunda z Ditrichštejna a všechny jeho manželské dědice do stavbu říšských svobodných pánů. Zikmund koupil a zdědil mnoho pozemků. Jako důstojník byl úspěšný ve válkách.
Zikmund z Ditrichštejna zemřel 19. května 1533 ve věku 53 let ve Finkensteinu. Byl pohřben v kostele sv. Jakuba ve Vilachu, ačkoli podle poslední vůle císaře Maxmiliána I. z roku 1519 měl být pohřben u nohou císaře na zámku ve Vídeňském Novém Městě.

## Manželství a potomstvo
22. července 1515 se Zikmund ve Vídni oženil s Barborou z Rottalu, svobodnou paní z Tolberka (29. června 1500 – 31. března 1550, Vídeň), nemanželskou dcerou císaře Maxmiliána I. (1459–1519) a Markéty z Rapachu († 1522). Svatební obřad se konal v císařském paláci Hofburgu, na slavnosti se podávalo 300 jídel a byl přítomen císař Maxmilián I. a mnoho králů a vévodů. U příležitosti jejich sňatku byl vyražen půltolar s jejich vyobrazením.
Manželé měli šest dětí:  

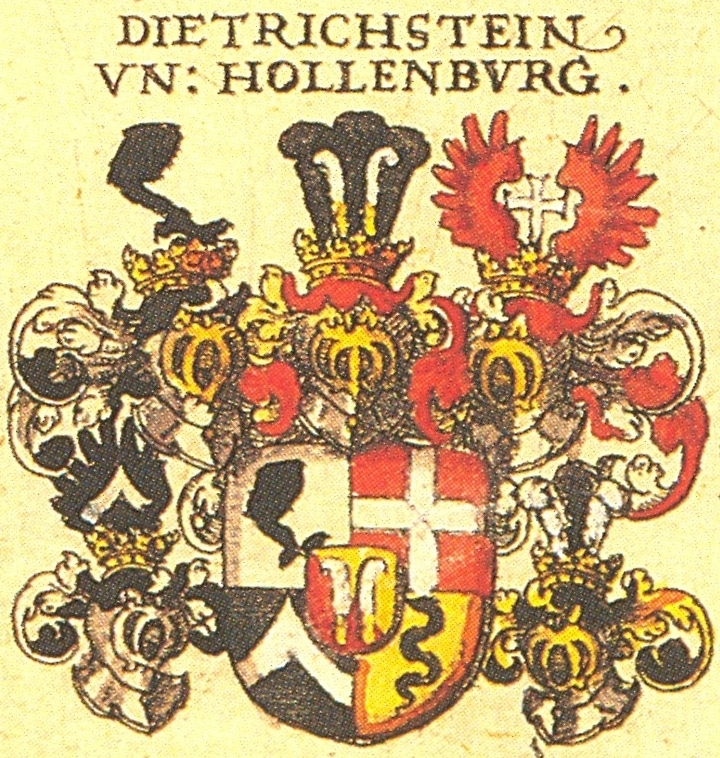
Erb rodu Ditrichštejn-Holenburg, ca 1600

- Štěpán Ferdinand (26. prosince 1521–1523)
- Ester (4. července 1525 – 20. února 1597), provdaná I.) 1543. za Jana VI. z Lichtenštejna (1500–1552), II.) pána z Donína, III.) za Pögel von Raifenstein
- Zikmund Jiří (20. září 1526 – 25. července 1593), který se stal protestantem, 6. května 1554 se oženil s Annou ze Starhembergu (26. dubna 1537 – 26. dubna 1597). Měli několik dětí
- Adam (9. října 1527 – 5. ledna 1590), ženatý 1554 s Markétou z Cardony († 23. února 1609). Měli několik dětí, nejvýznamnějším z nich byl František, olomoucký biskup, kardinál a moravský zemský hejtman
- Anna (únor 1529 – 1532)
- Karel (leden 1532 – únor 1562), ženatý ca 7. ledna 1554 s Dorotu Lomnickou z Meziříčí († 1583)

Ovdovělá Barbora z Rottalu se později znovu provdala, nejprve cca 1535 za Oldřicha Cetryse z Kynšperka († 1543) a ve třetím manželství roku 1544 za Balcara Švajnice (Balthazara von Schweinitz, † 1572).